# Liste der Boxweltmeister im Halbweltergewicht
Diese Liste der Boxweltmeister im Halbweltergewicht bietet sowohl eine Übersicht über alle universellen Boxweltmeister als auch alle des ehemaligen Verbandes NYSAC sowie alle des Verbandes NBA (die NBA wurde im Jahre 1962 in WBA umbenannt) und alle der vier anerkannten und aktuell tätigen Weltverbände (WBC, WBA, IBF, WBO) im Halbweltergewicht in chronologischen Reihenfolgen in separaten Tabellen. Die WBA-Superchampions sind sowohl in der chronologischen WBA-Tabelle als auch in einer separaten Tabelle gelistet. Der Status des Superchampions der WBA ist höher gereiht als der des regulären. Daher ist der WBA-Superchampion der eigentliche Weltmeister. Die WBO gehört erst seit 2007 zu den bedeutenden Verbänden.

## Universal
| Nr. | Weltmeister        | Von                | Bis                | Anzahl der Titelverteidigungen |
| --- | ------------------ | ------------------ | ------------------ | ------------------------------ |
| 1   | Pinky Mitchell     | 15. November 1922  | 27. März 1925      | 4                              |
| 2   | James Herring      | 31. März 1925      | Oktober 1925       | 1                              |
| 3   | Mushy Callahan     | 21. September 1926 | 18. Februar 1930   | 3                              |
| 4   | Jackie Berg        | 18. Februar 1930   | 24. April 1931     | 6                              |
| 5   | Tony Canzoneri     | 24. April 1931     | 18. Januar 1932    | 3                              |
| 6   | Johnny Jadick      | 18. März 1932      | 20. Februar 1933   | 1                              |
| 7   | Battling Shaw      | 20. Februar 1933   | 21. Mai 1933       | 0                              |
| 8   | Tony Canzoneri (2) | 21. Mai 1933       | 23. Juni 1933      | 0                              |
| 9   | Barney Ross        | 23. Juni 1933      | 9. April 1935      | 10                             |
| 10  | Tippy Larkin       | 29. April 1946     | 1946               | 1                              |
| 11  | Carlos Ortiz       | 12. Juni 1959      | 1. September 1960  | 2                              |
| 12  | Duilio Loi         | 10. Mai 1961       | 14. September 1962 | 1                              |

## NYSAC
| Nr. | Weltmeister     | Von            | Bis               | Anzahl der Titelverteidigungen |
| --- | --------------- | -------------- | ----------------- | ------------------------------ |
| 1   | Carlos Ortiz    | 12. Juni 1959  | 1. September 1960 | 0                              |
| 2   | Wilfred Benitez | 3. August 1977 | 30. November 1979 | 0                              |

## WBC
| Weltmeister            | Amt       |
| ---------------------- | --------- |
| Eddie Perkins          | 1963–1965 |
| Carlos Hernández       | 1965–1966 |
| Sandro Lopopolo        | 1966–1967 |
| Takeshi Fuji           | 1967–1968 |
| Pedro Adigue Jr.       | 1968–1970 |
| Bruno Arcari           | 1970–1974 |
| Perico Fernandez       | 1974–1975 |
| Saensak Muangsurin     | 1975–1976 |
| Miguel Velázquez       | 1976      |
| Saensak Muangsurin (2) | 1976–1978 |
| Sang Hyun Kim          | 1978–1980 |
| Saoul Mamby            | 1980–1982 |
| Leroy Haley            | 1982–1983 |
| Bruce Curry            | 1983–1984 |
| Billy Costello         | 1984–1985 |
| Lonnie Smith           | 1985–1986 |
| René Arredondo         | 1986      |
| Tsuyoshi Hamada        | 1986–1987 |
| René Arredondo (2)     | 1987      |
| Roger Mayweather       | 1987–1989 |
| Julio César Chávez     | 1989–1994 |
| Frankie Randall        | 1994      |
| Julio César Chávez (2) | 1994–1996 |
| Óscar de la Hoya       | 1996–1997 |
| Kostya Tszyu           | 1999–2004 |
| Arturo Gatti           | 2004–2005 |
| Floyd Mayweather Jr.   | 2005      |
| Junior Witter          | 2006–2008 |
| Timothy Bradley        | 2008–2009 |
| Devon Alexander        | 2009–2011 |
| Timothy Bradley (2)    | 2011      |
| Timothy Bradley (2)    | 2011–2013 |
| Erik Morales           | 2011–2012 |
| Danny García           | 2012–2015 |
| Viktor Postol          | 2015–2016 |
| Terence Crawford       | 2016–2017 |
| José Ramírez           | seit 2018 |

## NBA
| Nr. | Weltmeister    | Von                | Bis              | Anzahl der Titelverteidigungen |
| --- | -------------- | ------------------ | ---------------- | ------------------------------ |
| 1   | James Herring  | 21. März 1925      | 1926             | 1                              |
| 2   | Mushy Callahan | 21. September 1926 | 18. Februar 1930 | 3                              |
| 3   | Jackie Berg    | 18. Februar 1930   | 24. April 1931   | 6                              |
| 4   | Tony Canzoneri | 24. April 1931     | 18. Januar 1932  | 0                              |
| 5   | Johnny Jadick  | 18. Januar 1932    | 20. Februar 1933 | 0                              |

## WBA
| Weltmeister           | Amt       |
| --------------------- | --------- |
| Eddie Perkins         | 1962      |
| Duilio Loi            | 1962      |
| Roberto Cruz          | 1963      |
| Eddie Perkins (2)     | 1963–1965 |
| Carlos Hernández      | 1965–1966 |
| Sandro Lopopolo       | 1966–1967 |
| Takeshi Fuji          | 1967–1968 |
| Nicolino Locche       | 1968–1972 |
| Alfonso Frazer        | 1972      |
| Antonio Cervantes     | 1972–1976 |
| Wilfred Benitez       | 1976–1977 |
| Antonio Cervantes (2) | 1977–1980 |
| Aaron Pryor           | 1980–1983 |
| Johnny Bumphus        | 1984      |
| Gene Hatcher          | 1984–1985 |
| Ubaldo Nestor Sacco   | 1985–1986 |
| Patrizio Oliva        | 1986–1987 |
| Juan Martin Coggi     | 1987–1990 |
| Loreto Garza          | 1990–1991 |
| Edwin Rosario         | 1991–1992 |
| Akinobu Hiranaka      | 1992      |
| Morris East           | 1992–1993 |
| Juan Martin Coggi (2) | 1993–1994 |
| Frankie Randall       | 1994–1996 |
| Juan Martin Coggi (3) | 1996      |
| Frankie Randall (2)   | 1996–1997 |
| Khalid Rahilou        | 1997–1998 |
| Sharmba Mitchell      | 1998–2001 |
| Kostya Tszyu          | 2001–2004 |
| Diosbelys Hurtado     | 2002      |
| Vivian Harris         | 2002–2005 |
| Carlos Maussa         | 2005      |
| Ricky Hatton          | 2005–2006 |
| Souleymane M’baye     | 2006–2007 |
| Gavin Rees            | 2007–2008 |
| Andreas Kotelnik      | 2008–2009 |
| Amir Khan             | 2009–2011 |
| Marcos René Maidana   | 2011–2012 |
| Lamont Peterson       | 2011–2012 |
| Amir Khan             | 2012      |
| Danny Garcia          | 2012–2015 |
| Khabib Allakhverdiev  | 2012–2014 |
| Jessie Vargas         | 2014–2015 |
| Adrien Broner         | 2015–2016 |
| Ricky Burns           | 2016–2017 |
| Julius Indongo        | 2017      |
| Terence Crawford      | 2017      |
| Kiryl Relikh          | seit 2018 |

### WBA-Superchampions
| Weltmeister      | Amt       |
| ---------------- | --------- |
| Kostya Tszyu     | 2001–2004 |
| Ricky Hatton     | 2005–2006 |
| Amir Khan        | 2011      |
| Lamont Peterson  | 2011–2012 |
| Amir Khan (2)    | 2012      |
| Danny García     | 2012–2015 |
| Julius Indongo   | 2017      |
| Terence Crawford | 2017      |

## IBF
| Weltmeister         | Amt       |
| ------------------- | --------- |
| Aaron Pryor         | 1984–1985 |
| Gary Hinton         | 1986      |
| Joe Manley          | 1986–1987 |
| Terry Marsh         | 1987      |
| Buddy McGirt        | 1988      |
| Meldrick Taylor     | 1988–1990 |
| Julio César Chávez  | 1990–1991 |
| Rafael Pineda       | 1991–1992 |
| Pernell Whitaker    | 1992–1993 |
| Charles Murray      | 1993–1994 |
| Jake Rodriguez      | 1994–1995 |
| Kostya Tszyu        | 1995–1997 |
| Vince Phillips      | 1997–1999 |
| Terron Millett      | 1999–2000 |
| Zab Judah           | 2000–2001 |
| Kostya Tszyu (2)    | 2001–2005 |
| Ricky Hatton        | 2005–2006 |
| Juan Urango         | 2006–2007 |
| Ricky Hatton (2)    | 2007      |
| Lovemore N’dou      | 2007      |
| Paul Malignaggi     | 2007–2008 |
| Juan Urango (2)     | 2009–2010 |
| Devon Alexander     | 2010      |
| Zab Judah (2)       | 2011      |
| Amir Khan           | 2011      |
| Lamont Peterson     | 2011–2015 |
| César René Cuenca   | 2015      |
| Eduard Trojanowski  | 2015–2016 |
| Julius Indongo      | 2016–2017 |
| Terence Crawford    | 2017      |
| Sergey Lipinets     | 2017–2018 |
| Miguel Ángel García | 2018      |
| Iwan Barantschyk    | seit 2018 |

## WBO
| Weltmeister         | Amt       |
| ------------------- | --------- |
| Hector Camacho      | 1989–1991 |
| Greg Haugen         | 1991      |
| Hector Camacho (2)  | 1991–1992 |
| Carlos González     | 1992–1993 |
| Zack Padilla        | 1993–1994 |
| Sammy Fuentes       | 1995–1996 |
| Giovanni Parisi     | 1996–1998 |
| Carlos González (2) | 1998–1999 |
| Randall Bailey      | 1999–2000 |
| Ener Julio          | 2000–2001 |
| DeMarcus Corley     | 2001–2003 |
| Zab Judah           | 2003–2004 |
| Miguel Angel Cotto  | 2004–2006 |
| Ricardo Torres      | 2006–2008 |
| Kendall Holt        | 2008–2009 |
| Timothy Bradley     | 2009–2012 |
| Juan Manuel Márquez | 2012–2013 |
| Mike Alvarado       | 2013      |
| Ruslan Provodnikov  | 2013–2014 |
| Chris Algieri       | 2014      |
| Terence Crawford    | 2015–2017 |
| Maurice Hooker      | seit 2018 |